# Roczyny

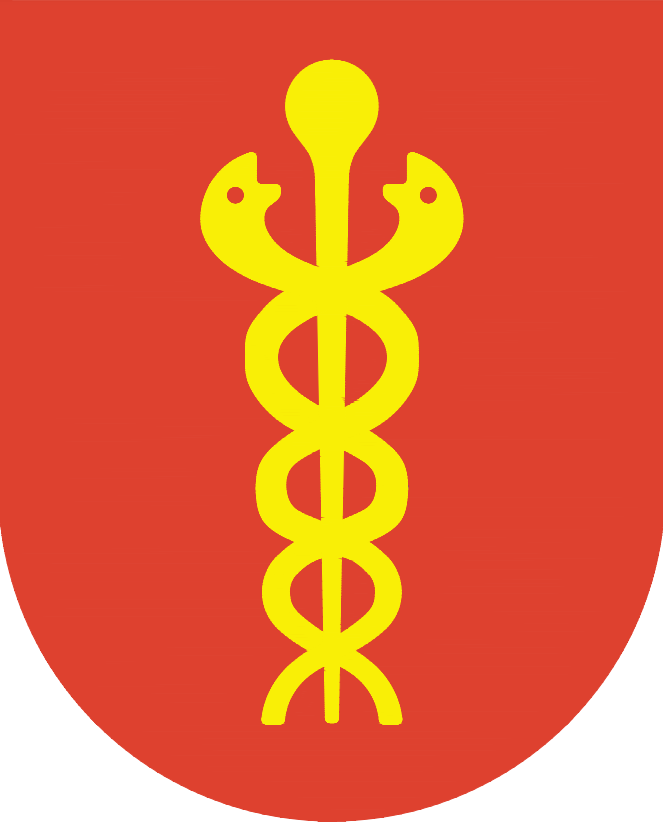
Herb Roczyn

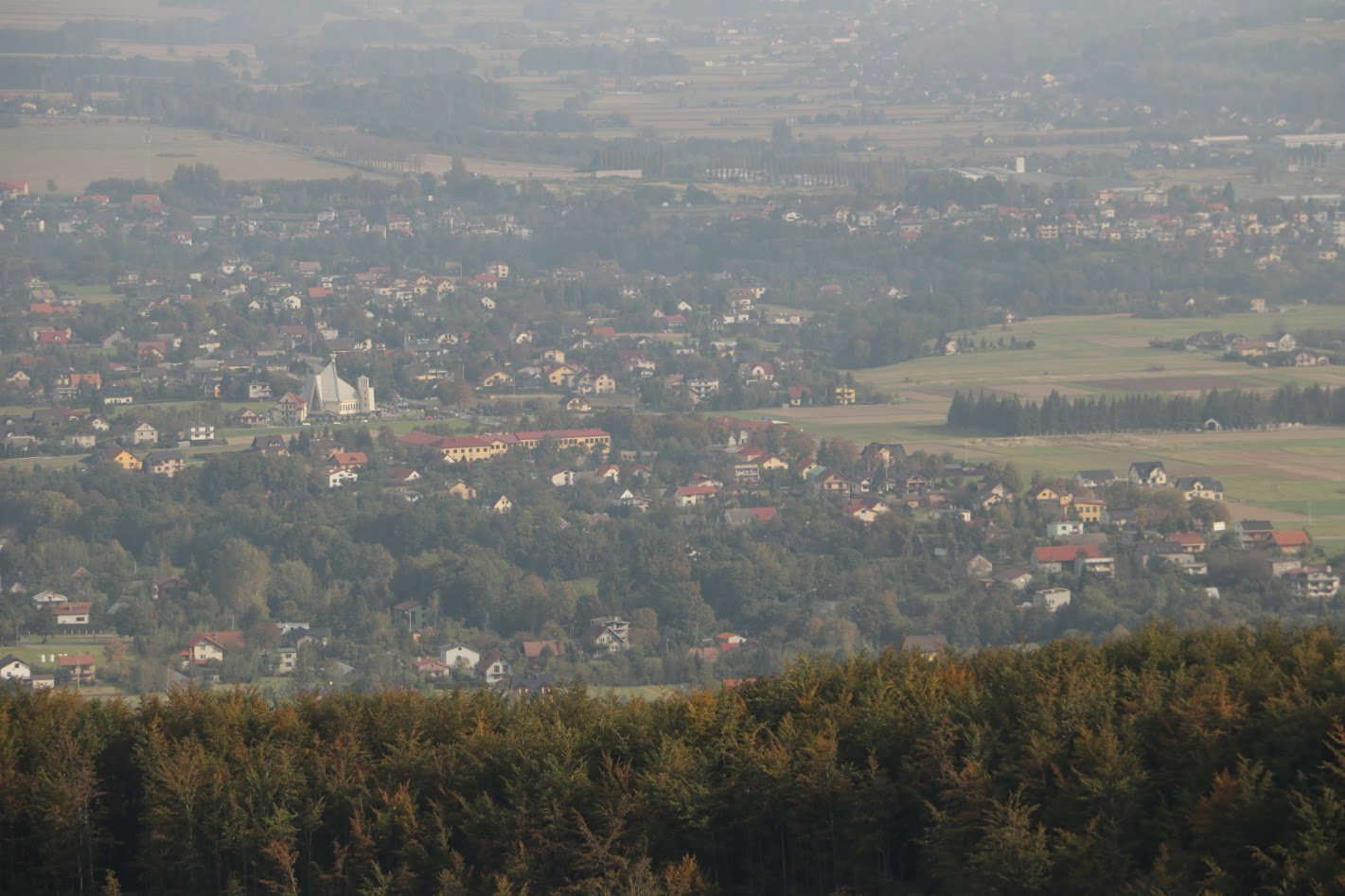

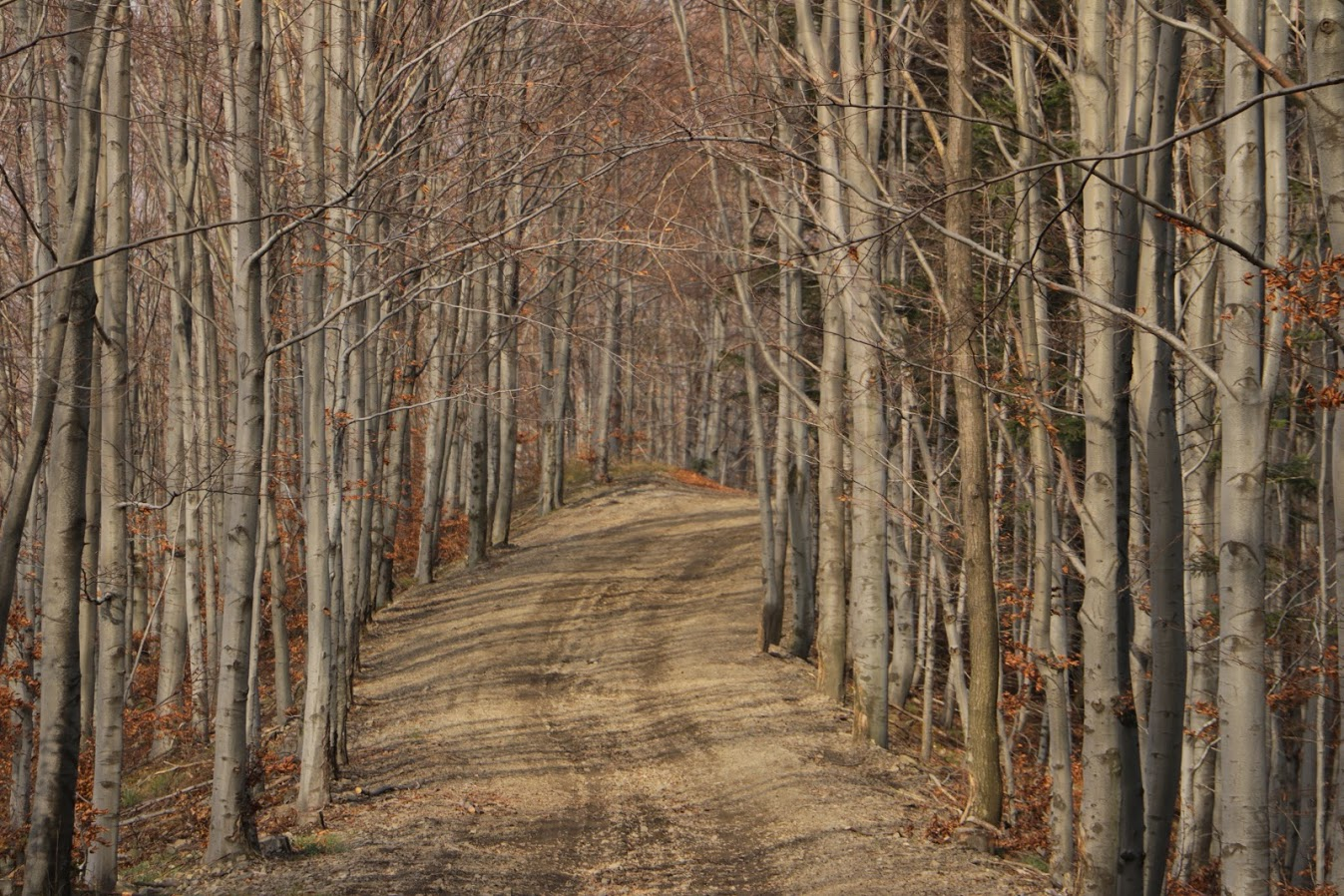
Szlak od strony kamieniołomu w kierunku Przełęczy Bukowskiej

Roczyny – wieś w Polsce, położona w województwie małopolskim, w powiecie wadowickim, w gminie Andrychów.

## Położenie
Roczyny położone są na Pogórzu Śląskim u północnego stoku Złotej Góry. Od północy graniczą z Andrychowem, od wschodu z Targanicami, od południa z Brzezinką, od zachodu z Bulowicami, a od południowego zachodu z Czańcem, gdzie znajduje się granica województw: śląskiego i małopolskiego. W latach 1975–1998 miejscowość administracyjnie należała do województwa bielskiego.

## Integralne części wsi
| SIMC    | Nazwa        | Rodzaj    |
| ------- | ------------ | --------- |
| 0045238 | Berno        | część wsi |
| 0045244 | Bulówki      | część wsi |
| 0045250 | Dół          | część wsi |
| 0045267 | Dział        | część wsi |
| 0045280 | Podgóry      | część wsi |
| 0045304 | Pyrzówka     | część wsi |
| 0992125 | Stary Żywiec | część wsi |
| 0045310 | Wiedeń       | część wsi |

## Herb wsi
Godło wsi przedstawia laskę Merkurego na czerwonym tle, oplecioną dwoma wężami. W otoku pieczęci znajduje się napis Wieś Roczyny N 48. Złoty kolor laski symbolizuje potęgę władzy i godność, natomiast węże – sławę, wojnę i odwagę.

## Historia
Pierwotnie obszar wsi należał do Wieprza, później do Andrychowa. W dokumencie sprzedaży księstwa oświęcimskiego Koronie Polskiej przez Jana IV oświęcimskiego wystawionym 21 lutego 1457 miejscowość wymieniona została jako Rocziny. Jako zupełnie samodzielna i odrębna miejscowość Roczyny występują ponownie od 1581 roku, kiedy podobnie jak w sąsiednich Sułkowicach (z którymi do 1790 roku tworzyły jedną administracyjną całość) zaczęło rozwijać się tkactwo. Tkacze należeli do andrychowskiego cechu. Pod koniec XVIII w., po śmierci właściciela dóbr andrychowskich i założyciela Andrychowa Stanisława Ankwicza, dobra te podzielono między dwóch synów Józefa i Tadeusza; ten ostatni otrzymał Andrychów, Sułkowice i Roczyny. Z początkiem XIX w. sprzedano Roczyny Bobrowskim; w II poł. XIX w. były własnością Teresy Bobrowskiej, z końcem wieku ziemię rozkupili chłopi. Od wieków wieś należała do parafii w Andrychowie. W 1880 roku Roczyny zamieszkiwały 1843 osoby, a 10 lat później 2123 mieszkańców.

## Roczyny dzisiaj
Roczyny należą do największych miejscowości andrychowskiej gminy (ok. 4200 mieszkańców). Przebiega tutaj ważna droga łącząca Śląsk z Małopolską – ul. Bielska. Działa Ochotnicza Straż Pożarna, która posiada orkiestrę. W miejscowości znajduje się też stadion sportowy. Prowadzi tutaj swoją działalność LKS Burza Roczyny. Ponadto funkcjonuje Zespół Szkół Samorządowych, w którego skład wchodzi:
- Szkoła Podstawowa im. Mieszka I
- Przedszkole

## Przyroda
Szata roślinna Roczyn jest typowa dla Beskidów. Wyższe partie górskie porastają lasy, natomiast w miejscach niższych dominują zbiorowiska nieleśne. Lasy w Roczynach zajmują niewielki procent powierzchni. Drzewostan lasów jest zróżnicowany, dominuje świerk, buk i jodła. Można tu też spotkać jawory, dęby, różne gatunki wierzby, a także brzozę. Bogata jest również flora porostów, bujne jest runo leśne. Wśród roślin łąkowych i leśnych dużo jest gatunków chronionych.

## Religia
Na terenie wsi działalność duszpasterską prowadzi Kościół Rzymskokatolicki (parafia św. Urbana). Kiedyś Roczyny należały do parafii w Andrychowie. 17 września 1978 roku kardynał Karol Wojtyła – metropolita krakowski poświęcił kamień węgielny budującego się kościoła w Roczynach. Był to jego ostatni akt przed Konklawe. Budowę kościoła parafialnego pw. św. Urbana i Matki Bożej Wspomożycielki Wiernych ukończono w 1986 roku.
W latach 20. XX wieku w Roczynach istniał zbór Badaczy Pisma Świętego.